# For the Little Lady's Sake
For the Little Lady's Sake è un cortometraggio muto del 1908 diretto e interpretato da Lewin Fitzhamon. Fu l'esordio cinematografico per Chrissie White, una giovanissima attrice (all'epoca aveva tredici anni) che sarebbe diventata qualche tempo dopo molto popolare come una delle protagoniste di una serie di comiche della Hepworth a fianco di Alma Taylor.

## Distribuzione
Distribuito dalla Hepworth, il film - un cortometraggio di 152 metri - uscì nelle sale cinematografiche britanniche nel novembre 1908.
Si conoscono pochi dati del film che, prodotto dalla Hepworth, fu distrutto nel 1924 dallo stesso produttore, Cecil M. Hepworth. Fallito, in gravissime difficoltà finanziarie, il produttore pensò in questo modo di poter almeno recuperare il nitrato d'argento della pellicola.